# FIVE LIVE ARCHIVES
El FIVE LIVE ARCHIVES de L'Arc~en~Ciel es un box de edición limitada (puesto en venta el 4 de abril de 2007) que contiene 5 DVD con conciertos nunca antes lanzados y un libreto de 320 páginas con fotos de los pamphlets de los tours al que cada concierto corresponde, con nuevo tamaño y color. Llegó al número #2 del ranking Oricon.

## Lista
| DVD 1: Heart ni Hi wo Tsukero! OSAKA DOME [17.10.1998] | DVD 2: GRAND CROSS TOUR TOKYO BIG SIGHT PARKING ZONE SPECIAL STAGE [21.08.1999] | DVD 3: RESET>>LIVE *000 TOKYO BIG SIGHT EAST MANSION EXHIBITION HALL [31.12.1999>>01.01.2000] |
| ------------------------------------------------------ | ------------------------------------------------------------------------------- | --------------------------------------------------------------------------------------------- |
| 01. Shinshoku ~lose control~                           | 01. Driver's High                                                               | 01. finale                                                                                    |
| 02. birth!                                             | 02. HEAVEN'S DRIVE                                                              | 02. Caress of Venus                                                                           |
| 03. Round and Round                                    | 03. Shi no Hai                                                                  | 03. Driver's High                                                                             |
| 04. flower                                             | 04. It's the end                                                                | 04. LOVE FLIES                                                                                |
| 05. metropolis                                         | 05. Shinjitsu to Gensou to                                                      | 05. fate                                                                                      |
| 06. winter fall                                        | 06. What is love                                                                | 06. Ibara no Namida                                                                           |
| 07. forbidden lover                                    | 07. Butterfly's sleep                                                           | 07. trick                                                                                     |
| 08. fate                                               | 08. birth!                                                                      | 08. HONEY                                                                                     |
| 09. LORELEY                                            | 09. fate                                                                        | 09. Promised land                                                                             |
| 10. Kasou                                              | 10. Cradle                                                                      | 10. Shout at the Devil                                                                        |
| 11. Niji                                               | 11. forbidden lover                                                             | 11. NEO UNIVERSE                                                                              |
| 12. Promised land                                      | 12. trick                                                                       | 12. HEAVEN'S DRIVE                                                                            |
| 13. Caress of Venus                                    | 13. HONEY                                                                       | 13. DIVE TO BLUE                                                                              |
| 14. milky way                                          | 14. DIVE TO BLUE                                                                | 14. Niji                                                                                      |
| 15. HONEY                                              | 15. Ibara no Namida                                                             | 15. winter fall                                                                               |
| 16. Shout at the Devil                                 | 16. Perfect Blue                                                                | 16. Blurry Eyes                                                                               |
| 17. snow drop                                          | 17. Promised land                                                               | 17. milky way                                                                                 |
| 18. Lies and Truth                                     | 18. Caress of Venus                                                             | 18. Pieces                                                                                    |
| 19. Blurry Eyes                                        | 19. milky way                                                                   |                                                                                               |
| 20. DIVE TO BLUE                                       | 20. Pieces                                                                      |                                                                                               |
| 21. Anata                                              |                                                                                 |                                                                                               |

| DVD 4: TOUR 2000 REAL TOKYO DOME [2000.12.6] | DVD 5: ASIALIVE 2005 THE SHANGHAI LARGE STAGE [2005.09.10] |
| -------------------------------------------- | ---------------------------------------------------------- |
| 01. get out from the shell -asian version-   | 01. HEAVEN'S DRIVE                                         |
| 02. THE NEPENTHES                            | 02. Driver's High                                          |
| 03. Promised land                            | 03. LOST HEAVEN                                            |
| 04. NEO UNIVERSE                             | 04. snow drop                                              |
| 05. LOVE FLIES                               | 05. winter fall                                            |
| 06. ROUTE 666                                | 06. forbidden lover                                        |
| 07. ALL YEAR AROUND FALLING IN LOVE          | 07. Jojoushi                                               |
| 08. finale                                   | 08. get out from the shell                                 |
| 09. Shinjitsu to Gensou to                   | 09. New World                                              |
| 10. a silent letter                          | 10. Jiyuu eno Shoutai                                      |
| 11. fate                                     | 11. STAY AWAY formation A                                  |
| 12. trick                                    | 12. AS ONE                                                 |
| 13. HONEY                                    | 13. READY STEADY GO                                        |
| 14. STAY AWAY                                | 14. L'Arc~en~Ciel PARADE                                   |
| 15. Shout at the Devil                       | 15. HONEY                                                  |
| 16. DIVE TO BLUE                             | 16. Link                                                   |
| 17. HEAVEN'S DRIVE                           | 17. Hitomi no Juunin                                       |
| 18. Driver's High                            | 18. Niji                                                   |
| 19. Anata                                    |                                                            |